# Dreieinigkeitskirche (Buxach)

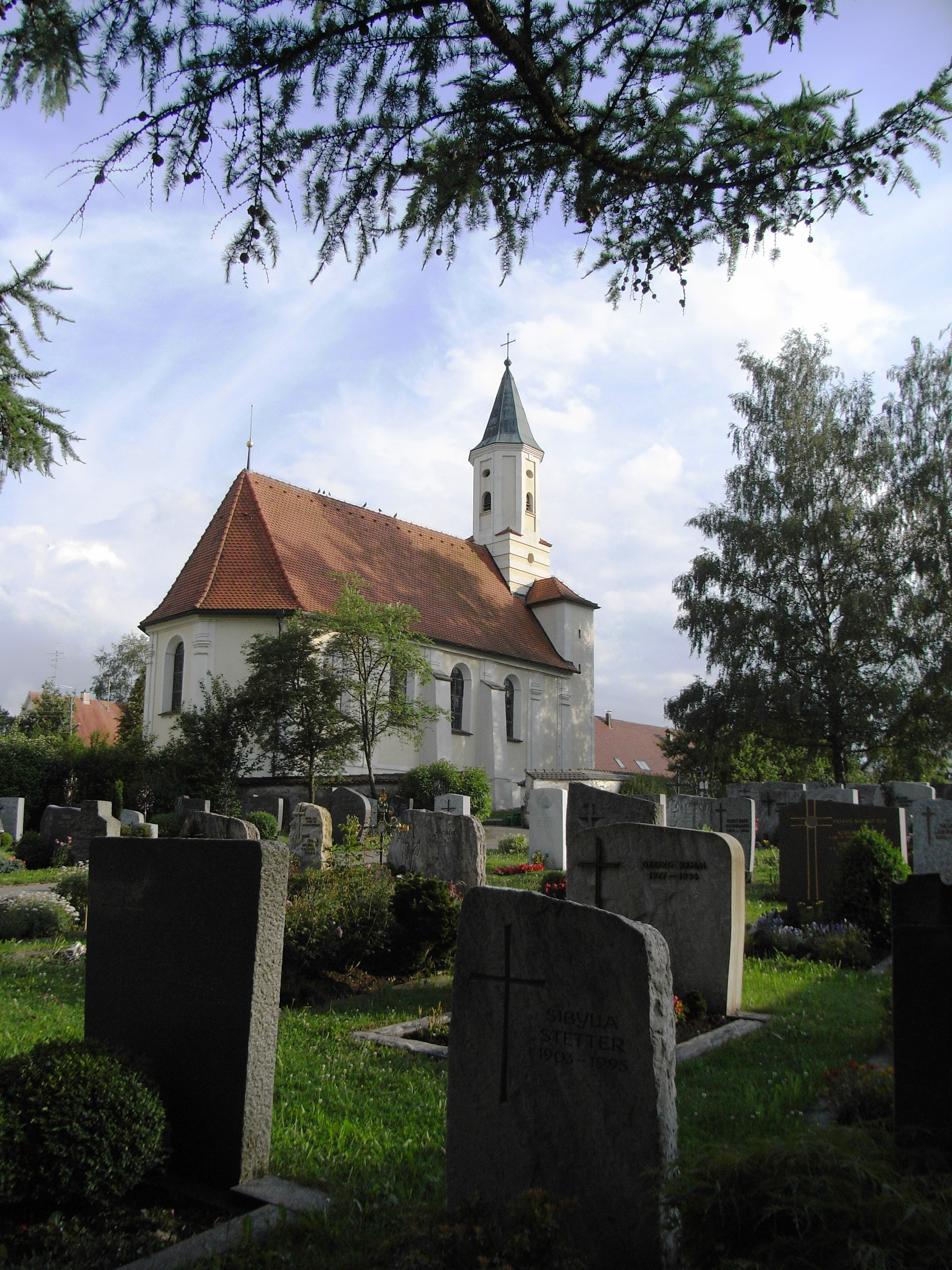
Die Dreieinigkeitskirche

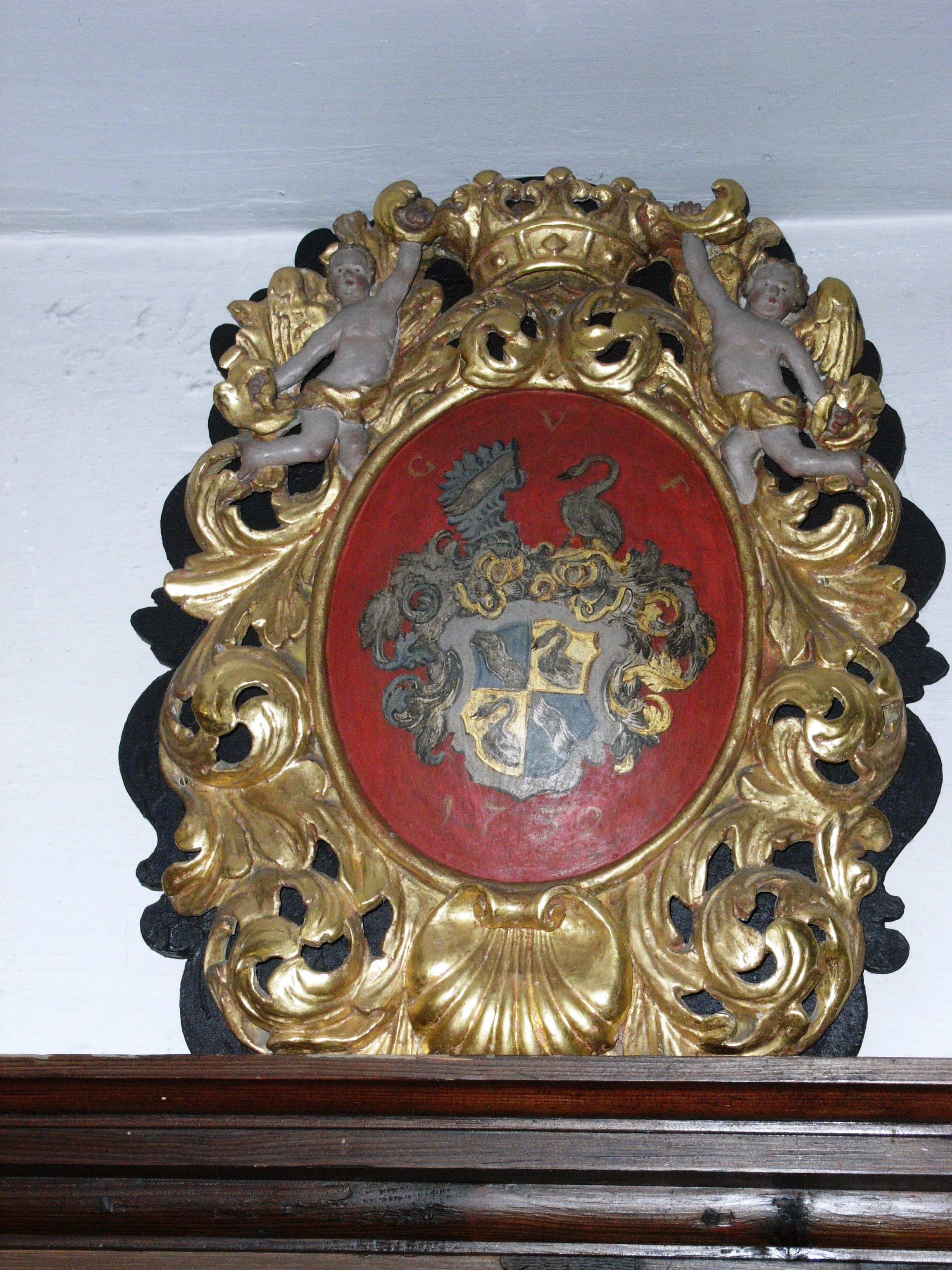
Eines der vielen Wappen der Kirchenstifter an der Rückwand unter der Empore (18. Jahrhundert)

Die Dreieinigkeitskirche (ⓘ) in Buxach ist der erste Kirchenneubau der reformierten oberschwäbischen Reichsstadt Memmingen. Sie steht in der Mitte des alten Pfarrdorfes Buxach auf einer Anhöhe des Buxachtales. Die eigenständige Pfarrkirche gehört zum evangelisch-lutherischen Dekanat Memmingen.

## Geschichte und Bauform
Bereits im 13. Jahrhundert wurde eine kleine Michaelskirche in den Chroniken erwähnt. Im 17. Jahrhundert wünschten sich die reichen Memminger Bürger eine kleinere Kirche „im Grünen“, um dort zu heiraten. Im Jahr 1708 beauftragte die Stadt den Stadtbaumeister Wilhelm Knoll mit dem Bau einer neuen Kirche. Sie wurde 1710, nach nur 16-wöchiger Bauzeit vollendet. Sie besitzt ein vierjöchiges Langhaus, einen Chor und einen Glockenturm.

## Baubeschreibung
Die Kirche steht auf einer Anhöhe des Buxachtales im Osten des Dorfes über der Buxach. Der Chor besitzt eine Fensterachse und einen 3/8-Schluss. Er hat ein Tonnengewölbe über einer Pilastergliederung mit einem kräftigen Gebälkgesims. Das mittlere Fenster der Apsis zeigt mit dem Abendmahl eine biblische Szene aus der Passionszeit. Es wurde 1960 vom Gautinger Kunstmaler Adolf Kleemann geschaffen. Das saalartige Langhaus besitzt drei Fensterachsen und ein flaches Holztonnengewölbe über einem kräftig ausgearbeiteten Gesims. Die Fenster haben abgesetzte Rundbögen. An der Südseite befindet sich die Eingangstüre mit einem Stichbogen. Das Äußere der Kirche ist mit Pilastern vor Lisenen gegliedert.

## Ausstattung

Chor der Dreieinigkeitskirche

Das Innere der Kirche ist kühl gehalten. Die Wände sind gekalkt, Stuck ist nur im Chor vorhanden. Dieser wurde vermutlich von Dominikus Zimmermann, der zur selben Zeit im Kloster Buxheim tätig war, modelliert. Fresken, vermutlich von Johann Friedrich Sichelbein, sind ebenfalls nur an der Chordecke vorhanden.
Mehrere Ölgemälde, von denen eines Martin Luther darstellt, hängen an den Wänden des Hauptschiffes und des Chores. Die Wappen der Memminger Patrizierfamilien und Spender der Kirche befinden sich im hinteren Teil unter der Empore und dienen als Bekrönung des Laiengestühls. Die Empore ist nur von einem äußeren Eingang zu erreichen. Auf ihr befindet sich die Orgel. Die geschnitzte Figur über dem Eingang und die Figur im Chor stammen aus dem 18. Jahrhundert. Eine kleine geschnitzte Kreuzigungsszene befindet sich an der südlichen Wand des Hauptschiffes. Der Taufbrunnen wurde ebenfalls während der Bauzeit der Kirche geschaffen. Er besteht aus einem in grauen Stein gehauenen Engel, der das Taufbecken hält. Als Deckel ziert ihn eine geschnitzte Taufszene mit Johannes dem Täufer und Jesus.

## Glocken
Im Kirchturm hängen zwei Glocken. Eine dient dem Viertel-, die andere dem Stundenschlag. Die Stundenschlagsglocke wurde 1743 von Johann Paulus Strobel aus Speyer gegossen. Sie hat einen Durchmesser von 82 und eine Höhe von 62 cm. An ihrer Schulter befindet sich ein Fries aus hängenden Dreiecken, die mit einer stehenden Blumenvase gefüllt sind. Eine dreizeilige Inschrift lautet: „STIFFTVNGEN ZV GOTTES EHREN WERDEN HAVSS VND GSCHLECHT VERMEHREN / DIE ERFVILLVNG DESSEN WVINSCHET DEM STIFFTER DIESER GLOCKEN / OBERPFARRER VND INSPECTOR M: JOHANN VONRAD PROTBECK SCHWEIGERN DEN 26 NOV. 1743“. Darunter ist ein Fries aus hängenden Akanthuspalmetten zu sehen. Die Gießerinschrift über dem Schlagring lautet: „GOS MICH IOHANN PAVLVS STROBEL ZV SPEYER“. Der Glockenschwengel mit rechteckigem Querschnitt ist glatt und hat eine geschwungene Form mit einem Sockel an der Vorderseite. Die Glocke wurde nach dem Zweiten Weltkrieg aus Schwaigern bei Heilbronn erworben.

## Gemeinde und Nutzung
In der Kirche finden regelmäßig um 9:00 oder 9:30 Uhr Sonntagsgottesdienste statt.
Die heutige Kirchengemeinde setzt sich aus Buxach, Hart und der politisch selbständigen Gemeinde Buxheim zusammen. Vor allem durch die großen Neubaugebiete in Buxach wuchs die Gemeinde in den 1990er Jahren stark an, weshalb die Gottesdienste für Buxheim in der Regel 14-täglich im Marianum stattfinden. Die evangelischen Hochfestgottesdienste finden ausschließlich in der Buxacher Kirche statt.
Der spätere Landesbischof der Evangelisch-Lutherischen Kirche in Bayern  und Ratsvorsitzender der Evangelischen Kirche in Deutschland Heinrich Bedford-Strohm, und sein Bruder, der spätere Theologieprofessor und Kirchenhistoriker Christoph Strohm wohnten als Kinder im Buxacher Pfarrhaus. Ihr Vater Albert Strohm war zu dieser Zeit Pfarrer in Buxach.

## Friedhof

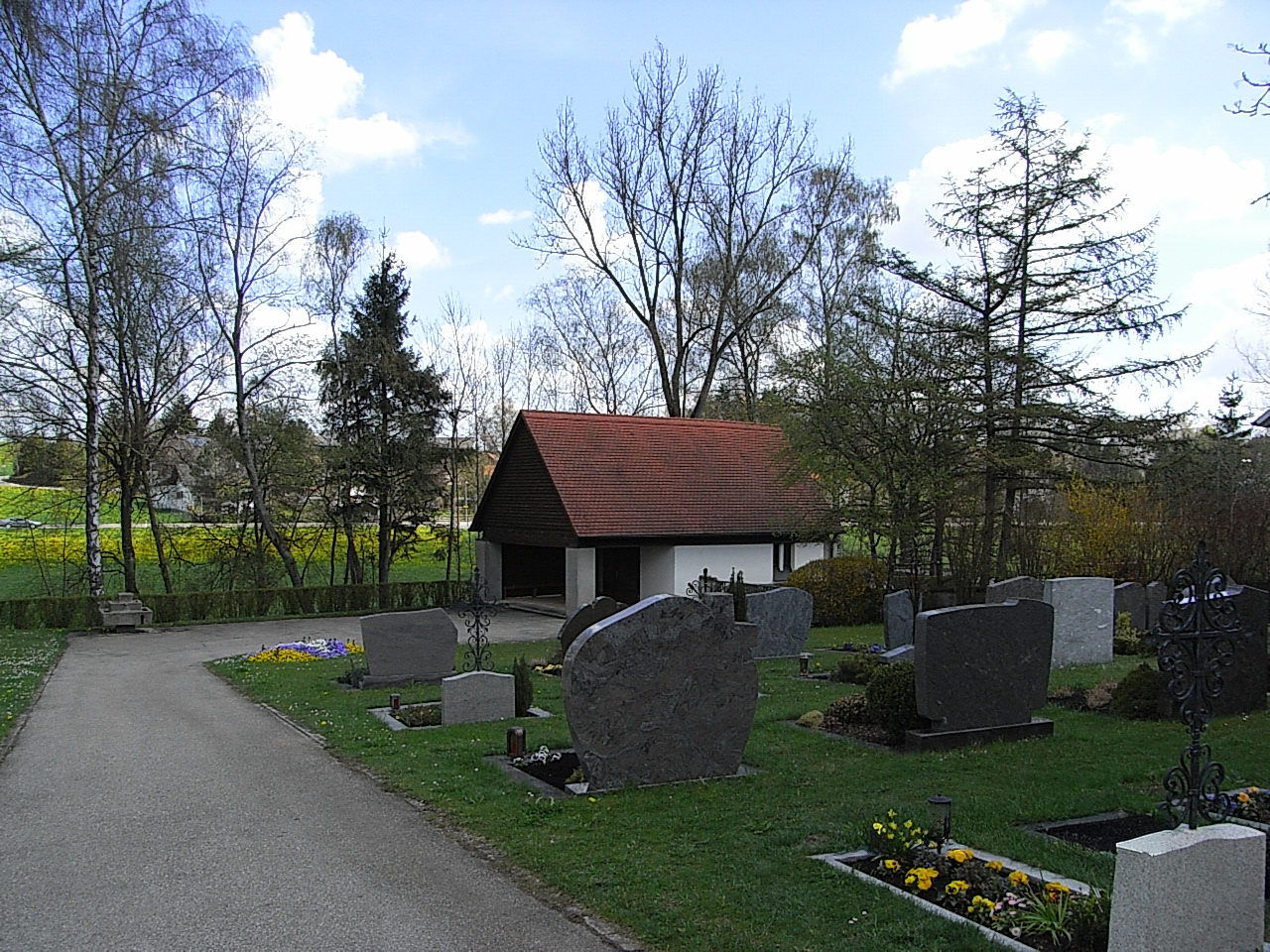
Der städtische Teil des Friedhofes mit der Aussegnungshalle

Der Friedhof ist zweigeteilt. Während der Teil innerhalb der alten Kirchenmauer kirchlich ist, gehört der andere der Stadt Memmingen. Der Friedhof ist nahezu voll belegt, weshalb im Jahr 2007 die Stadt ein angrenzendes Grundstück erwarb. Die Mindestmietzeit für ein Grab beträgt 25 Jahre. Dadurch, dass der Boden lehmig und luftundurchlässig ist, dauert eine Verrottung der menschlichen Überreste überdurchschnittlich lange. Der Friedhof verfügt über eine eigene Aussegnungshalle. Durch die räumliche Nähe ist der Friedhof auch für Bürger aus dem angrenzenden Memminger Westen ein beliebter Bestattungsort geworden.

## Gedenktafel

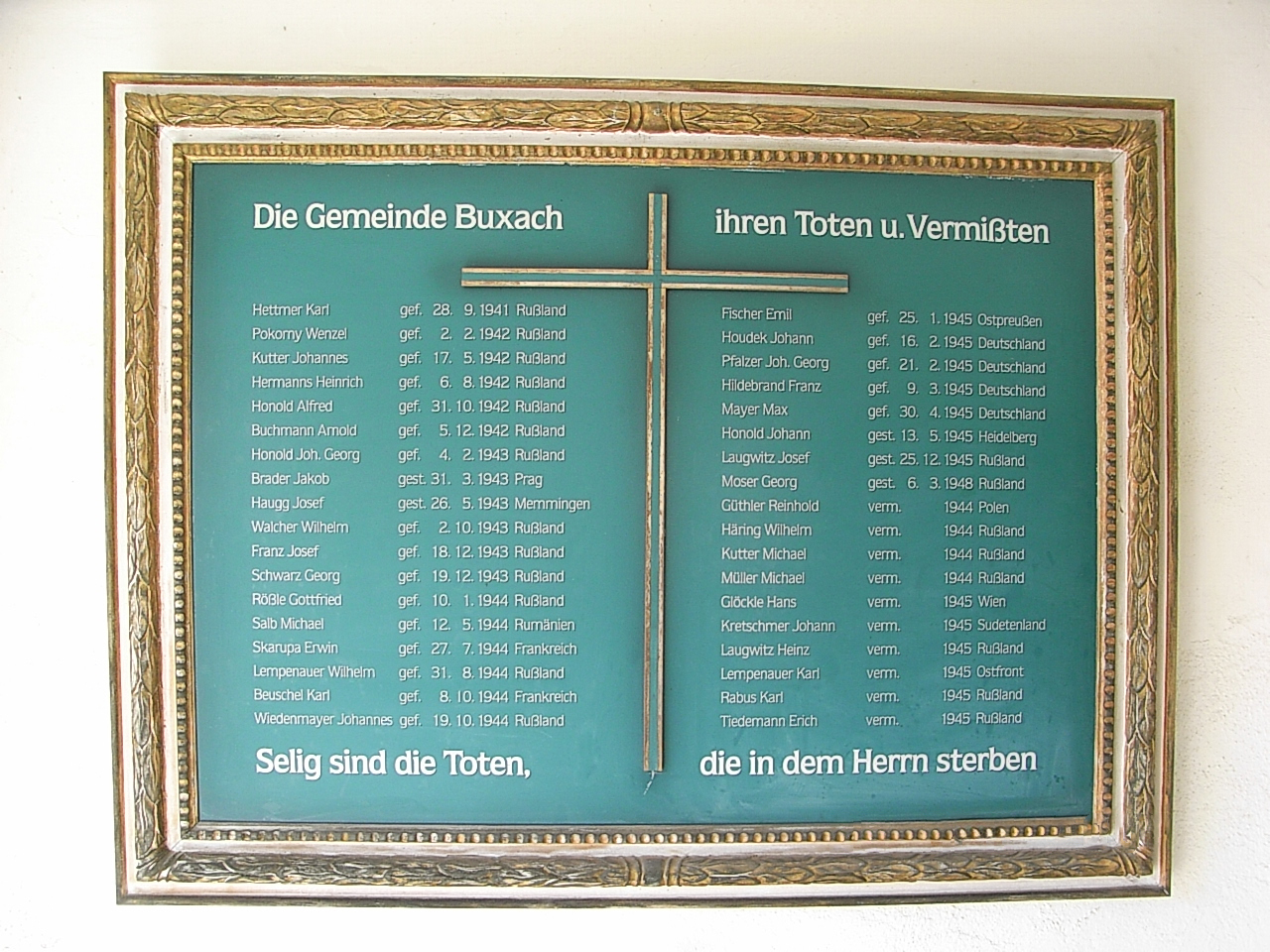
Die Gedenktafel im Vorzeichen

Im Vorzeichen der Kirche ist eine Tafel zum Gedenken der im Zweiten Weltkrieg gefallenen Soldaten und der Vermissten angebracht. In der Mitte befindet sich ein Kreuz, das die Tafel in vier Segmente teilt. Die Überschrift lautet „Die Gemeinde Buxach (getrennt durch den oberen Teil des Kreuzes) ihren Toten u. Vermißten“. Unter den Kreuzschenkeln sind die Namen und die Todestage bzw. die Jahreszahl der Vermisstenmeldung und das jeweilige Land aufgeführt. Unter der Liste befindet sich der Spruch S„elig sind die Toten, (getrennt durch das Kreuz) die in dem Herrn sterben“.